# 리유이
리유이(중국어 정체자: 李有宜, 병음: Lǐ Yǒuyí, 한자음: 이유의, 1990년 5월 8일 ~ )는 중화민국의 정치인이다.

## 학력
- 국립 대만 대학 회계학 학사
- 컬럼비아 대학교 행정학 석사
- 국립 대만 대학 정치학과 박사과정

## 같이 보기
- 대만민중당